# Фонтанеле (Виченца)
Фонтанеле (итал. Fontanelle) је насеље у Италији у округу Виченца, региону Венето.
Према процени из 2011. у насељу је живело 326 становника. Насеље се налази на надморској висини од 760 м.